# Меліса
Мелісса (Melissa) — рід багаторічних трав'янистих рослин з ареалом у західній Африці, на півдні Європи й південній смузі Азії від Туреччини до островів Тайвань і Ява.

## Біоморфологічна характеристика
Це ароматичні багаторічні трави. Листки прості, яйцеподібні, зубчасті. Суцвіття широкі, складаються з майже сидячих щитків, розташованих навколо осі; приквітки листоподібні, менші за листя. Чашечка 2-губа, 5-лопатева (3/2), ± дзвінчаста, частки вигнуті. Віночок 2-губний, волохатий, білий, кремовий або червонуватий, задня губа коротша, із заокругленою виїмчастою часткою, передня губа із серединною часткою напівкруглою, відхиленою, бічні частки дуже маленькі, ± трикутні. Тичинок 4. Горішки яйцеподібні, гладкі, клейкі. 2n = 32, 34, 64.

## Поширення
Види роду меліса поширені у північно-західній Африці, на півдні Європи й у південній частині Азії — від Марокко й Португалії до островів Тайвань і Ява. Вид інтродукований у Канаді, США, Південній Америці, Новій Зеландії, Європі, Сибіру. Зазвичай росте в лісах.

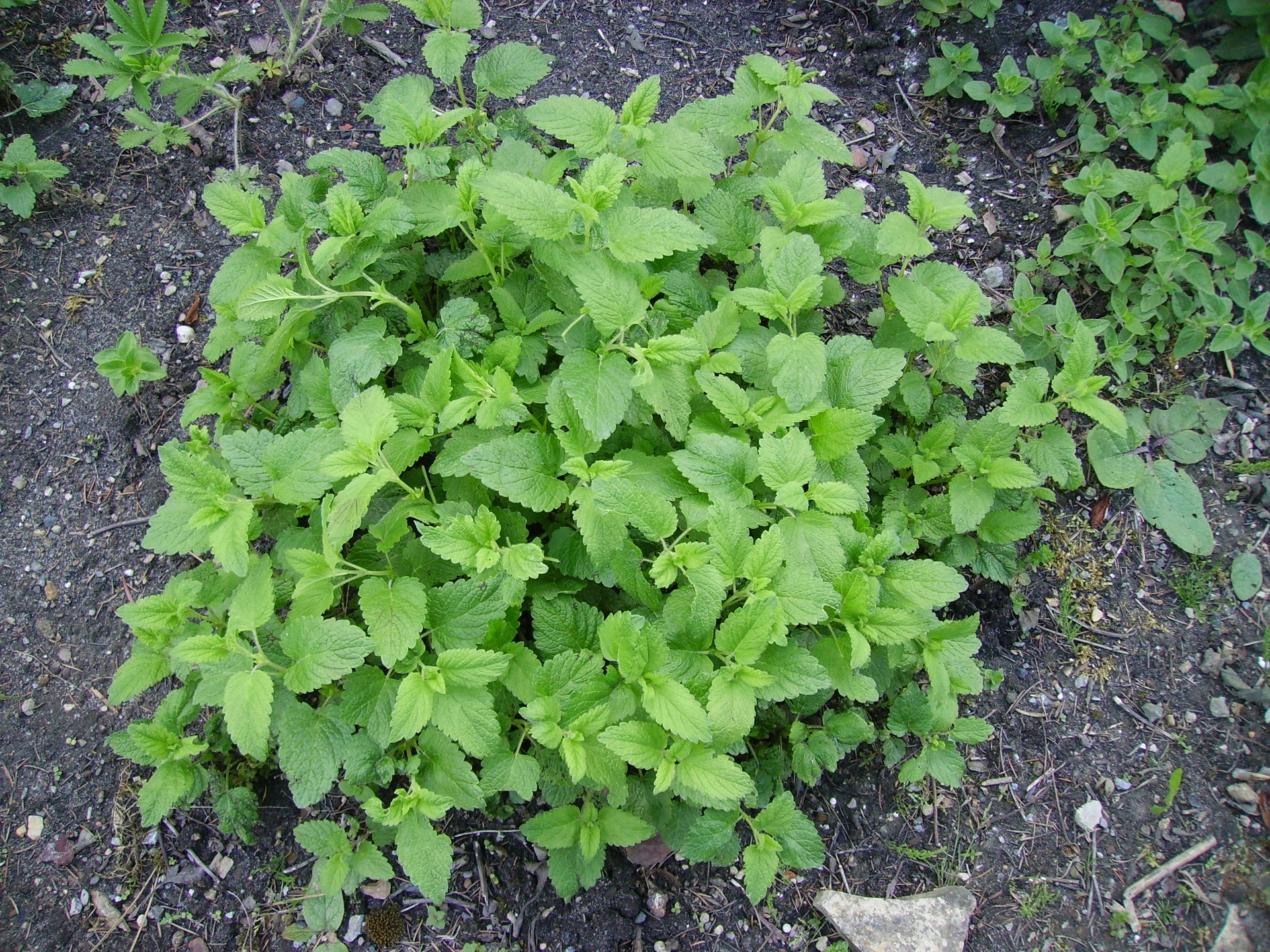
Меліса лікарська

Широко відомою є меліса лікарська — у дикому вигляді росте на Кавказі, в Криму, Середній Азії, Південній Європі. Рослину легко розпізнати за сильним запахом лимону, звідки й походить друга назва «лимонна м'ята».

## Види
Рід меліса містить 4 види:
Melissa axillaris (Benth.) Bakh.f.
Melissa flava Benth.
Melissa officinalis L.
Melissa yunnanensis C.Y.Wu & Y.C.Huang

## Використання
Рослини використовуються як джерело ефірних олій, як з лікувальною метою, так і як ароматизатор.